# Мар'їне (Очаківський район)
Мар'їне  — колишнє село в Очаківському районі Миколаївської області.

## Стислі відомості
Станом на 1932 рік — в складі Очаківського району.
В часі Голодомору 1932—1933 років від нелюдської смерті помирали люди — встановлено смерть не менше 1 людини..
Дата зникнення станом на червень 2023 року невідома.